# Sainte-Foy-la-Grande
Sainte-Foy-la-Grande é uma comuna francesa na região administrativa da Nova Aquitânia, no departamento da Gironda. Estende-se por uma área de 0,51 km². Em 2010 a comuna tinha 2 607 habitantes (densidade: 5 111,8 hab./km²).382 hab/km².